# László Karakas
László Karakas (* 21. Juni 1923 in Debrecen, Komitat Hajdú; † 6. Oktober 1989 in Budapest) war ein ungarischer Politiker der Partei der Ungarischen Werktätigen MDP (Magyar Dolgozók Pártja) sowie schließlich der Ungarischen Sozialistischen Arbeiterpartei MSZMP (Magyar Szocialista Munkáspárt), der unter anderem zwischen 1973 und 1977 Arbeitsminister war.

## Leben

### Bäcker, Gewerkschafts- und Parteifunktionär
Karakas, der aus einer Arbeiterfamilie stammte, begann nach dem Besuch der Schule 1937 eine Berufsausbildung zum Bäcker und arbeitete danach in diesem Besuch in Debrecen sowie in Budapest. Nach Ende des Zweiten Weltkrieges trat er 1945 der Kommunistischen Partei KMP (Kommunisták Magyarországi Pártja) und arbeitete zwischen 1945 und 1948 als Holzfäller. Anschließend war er ein Jahr lang bis 1949 stellvertretender Direktor eines Bäckereibetriebes in Debrecen.
Danach wurde er hauptberuflicher Mitarbeiter in der Organisationsabteilung der Gewerkschaft der Beschäftigten der Nahrungsmittelindustrie EDSZSZ (Élelmezésipari Dolgozók Szakszervezeteinek Szövetsége), der er bereits 1944 beigetreten war. Kurze Zeit später wurde er Vorsitzender dieser Gewerkschaft im Komitat Békés, ehe er 1951 Leiter der Organisationsabteilung in der Gewerkschaftszentrale wurde. Im Anschluss fungierte er von 1952 bis 1954 als Sekretär, danach zwischen 1954 und 1960 als Vorsitzender sowie danach 1960 als Generalsekretär der EDSZSZ. Während dieser Zeit wurde er 1957 auch Mitglied der Zentralen Parteikontrollkommission der MSZMP.
Nach einem dreijährigen Studium zwischen 1960 und 1963 an der Parteihochschule der KPdSU in Moskau war Karakas nach seiner Rückkehr nach Ungarn von 1963 bis 1966 Sekretär des Nationalrates der Gewerkschaften SZOT (Szakszervezetek Országos Tanácsa). Im Anschluss wurde er am 1. Juni 1966 Erster Sekretär der MSZMP im Komitat Hajdú-Bihar. Daneben wurde er am 3. Dezember 1966 auf dem IX. Parteikongress zum Mitglied des Zentralkomitees (ZK) der MSZMP gewählt und gehörte diesem bis zum 22. Mai 1988 an.

### Abgeordneter und Arbeitsminister
Neben seinen Parteifunktionen wurde Karakas am 25. April 1971 erstmals zum Abgeordneten des Parlaments (Országgyűlés) und gehörte diesem bis zu seinem Tod am 6. Oktober 1989 an, wobei er zunächst den 6. Wahlkreis des Komitat Hajdú-Bihar sowie anschließend seit dem 8. Juni 1980 den 12. Wahlkreis des Komitat Hajdú-Bihar vertrat.
Im Rahmen einer Regierungsumbildung wurde Karakas am 29. Juni 1973 als Arbeitsminister (Munkaügyi Miniszter) in das Kabinett von Ministerpräsident Jenő Fock und übte diese Funktion auch in der Regierung von dessen Nachfolger György Lázár bis zum 24. Juni 1977 aus.
Kurz vor seinem Ausscheiden aus der Regierung übernahm er am 22. Juni 1977 die Funktion als Leiter der ZK-Abteilung für Wirtschaft und Verwaltung und behielt diese zehn Jahre lang bis zum 8. Dezember 1987.